# Allomethus catharinensis
Allomethus catharinensis är en tvåvingeart som beskrevs av José Albertino Rafael 1991. Allomethus catharinensis ingår i släktet Allomethus och familjen ögonflugor. Inga underarter finns listade i Catalogue of Life.